# Joost Helms
Joost Helms (Woudenberg, 1973) is een Nederlands politicus en was namens de VVD lid van de Eindhovense gemeenteraad.  
Helms studeerde Scheikundige Technologie aan de TU/e en was tot aan zijn benoeming tot wethouder eigenaar van twee horecagelegenheden in Eindhoven. Van 2006 tot 2010 was hij lid van de Eindhovense gemeenteraad met als specialisaties bereikbaarheid, verkeer, vastgoed, financiën en economie. 
Van april 2010 tot mei 2014 maakte hij als wethouder deel uit van het college van burgemeester en wethouders in Eindhoven met in zijn portefeuille mobiliteit, verkeer en vervoer, duurzaamheid en milieu, toerisme en evenementen en sport en recreatie.
Na de gemeenteraadsverkiezingen van 2014 maakte de Eindhovense VVD geen deel meer uit van het college en nam Helms weer plaats in de gemeenteraad. Op 12 mei 2015 nam Helms afscheid van de Eindhovense raad om zich op een zakelijke carrière te richten.